# Neapsilophrys flavipes
Neapsilophrys flavipes är en stekelart som beskrevs av John S. Noyes 1980. Neapsilophrys flavipes ingår i släktet Neapsilophrys och familjen sköldlussteklar. Inga underarter finns listade i Catalogue of Life.